# Lizardo Garrido
Pour les articles homonymes, voir Garrido (homonymie).
Lizardo Garrido (nom complet : Lizardo Antonio Garrido Bustamante), né le 25 août 1957 à Santiago du Chili est un footballeur chilien (défenseur).
Surnommé « El Chano », Garrido était l'arrière droit de l'équipe du Chili qui a disputé le Mundial 1982 en Espagne. Il compte 44 sélections entre 1981 et 1991. Il a joué entre autres à Colo Colo au Chili, il y gagna notamment la Copa Libertadores et la Recopa Sudamericana. Pour ce club, entre 1982 et 1992, il disputa 67 rencontres en Copa Libertadores, ce qui constitue le record pour cette formation. Il finit sa carrière à Santos Laguna au Mexique.